# Irací Hassler
Irací Luiza Hassler Jacob (Santiago, 6 de noviembre de 1990) es una ingeniera comercial, economista y política chilena, militante del Partido Comunista de Chile (PCCh). Entre junio de 2021 y noviembre de 2024 se desempeñó como alcaldesa de la comuna de Santiago.

## Biografía
Nació el 6 de noviembre de 1990, en la ciudad chilena de Santiago. Su padre, el empresario frutícola Rolf Hassler, es chileno de ascendencia suiza; y su madre es brasileña de ascendencia tupí-guaraní y judío-francesa.
Estudió en el Colegio Suizo de Santiago y posteriormente estudió ingeniería comercial en la Universidad de Chile.

## Carrera política
En 2011 se unió a las Juventudes Comunistas de Chile, participando activamente en las protestas estudiantiles de 2011. En 2013, fue candidata a la presidencia de la Federación de Estudiantes de la Universidad de Chile, siendo finalmente electa como secretaria general para el período 2013-2014. En las elecciones municipales de 2016 obtuvo el cargo de concejala por la comuna de Santiago.

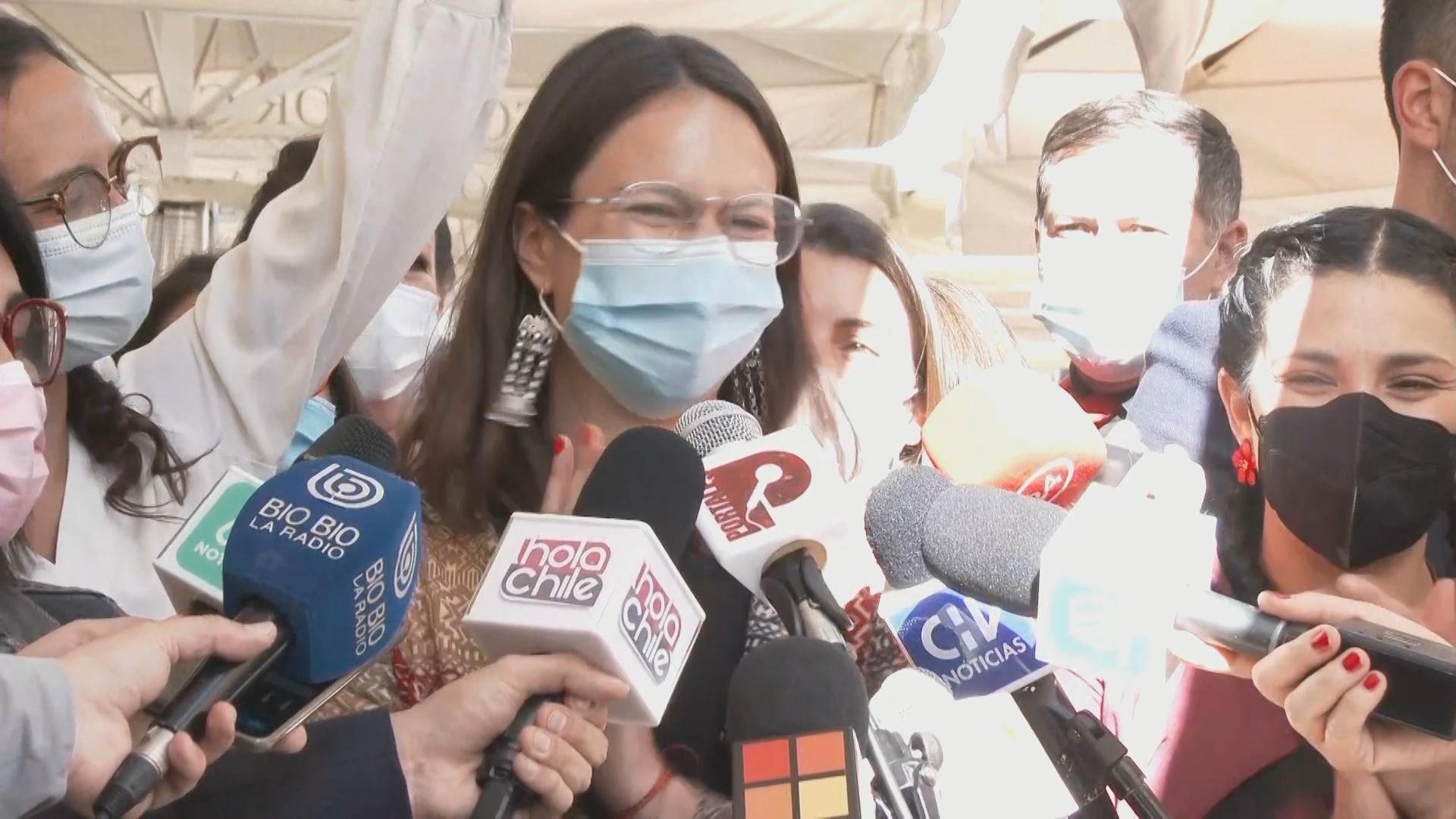
Irací Hassler durante un punto de prensa.

En diciembre de 2020 ganó las primarias de la oposición para participar como candidata a alcaldesa de Santiago. En las elecciones municipales de 2021 ganó la alcaldía de esa comuna tras vencer estrechamente a Felipe Alessandri, quien buscaba la reelección. De este modo, se convirtió en la segunda mujer (después de Carolina Tohá) y en la primera militante comunista en lograr dicho cargo político por elección popular.
Ejerció como vocera del comando presidencial del candidato de Apruebo Dignidad, Gabriel Boric para la elección presidencial de 2021.
En 2021 fue nombrada entre los "100 latinos más comprometidos con la acción climática", lista que es elaborada por la organización sin fines de lucro Sachama, junto a WWF, The Nature Conservancy, el Instituto de Medioambiente (FIU) y Green2.0.
En 2022 fue destacada por la edición chilena de la revista Forbes como una de las 100 mujeres más poderosas de Chile.
En las elecciones municipales de octubre de 2024, Irací Hassler se presentó como candidata para la reelección como alcaldesa de la comuna de Santiago. Sin embargo, quedó en segundo lugar logrando solo el 28,65% de los votos, siendo derrotada por amplio margen por Mario Desbordes (RN) que obtuvo el 51,08% de las preferencias.
El 15 de noviembre de 2024, renunció como alcaldesa de Santiago con el objetivo de presentarse como candidata en las elecciones parlamentarias de 2025.

## Controversias

### Comercio ambulante
Durante la campaña de las elecciones municipales de 2021, Irací Hassler señaló que autorizaría a una parte importante del comercio ambulante en la comuna de Santiago Centro, debido a que esto era parte de un «ordenamiento territorial democrático», a esto se sumó que «valoraba» el comercio en la vía pública. El 22 de septiembre de 2021 Hassler anunció que se revisaría la posibilidad de entregar hasta mil permisos para comerciantes ambulantes en la comuna. A raíz de estos anuncios se generó controversia por parte de diversas autoridades públicas como el exalcalde de Santiago Felipe Alessandri o el gobernador regional Claudio Orrego, ya que según ellos la medida «va en la dirección incorrecta».
Tras episodios de violencia y de apropiamiento de espacios por parte del comercio ambulante, en diciembre de 2021 se realizó un operativo para sacar a estos del sector del barrio Meiggs pedido por la propia alcaldesa con ayuda de Carabineros, para despejar las vías y sacar el comercio ilegal del sector. El 7 de mayo de 2023 la Corte de Apelaciones de Santiago, producto de un recurso de protección Interpuesto por un comerciante establecido, obligó a la Municipalidad de Santiago que preside Irací Hassler a erradicar el comercio ambulante en el Paseo Ahumada, dándole un plazo de 45 días para cumplir con la medida e informar los avances.

### Compra de la Clínica Sierra Bella

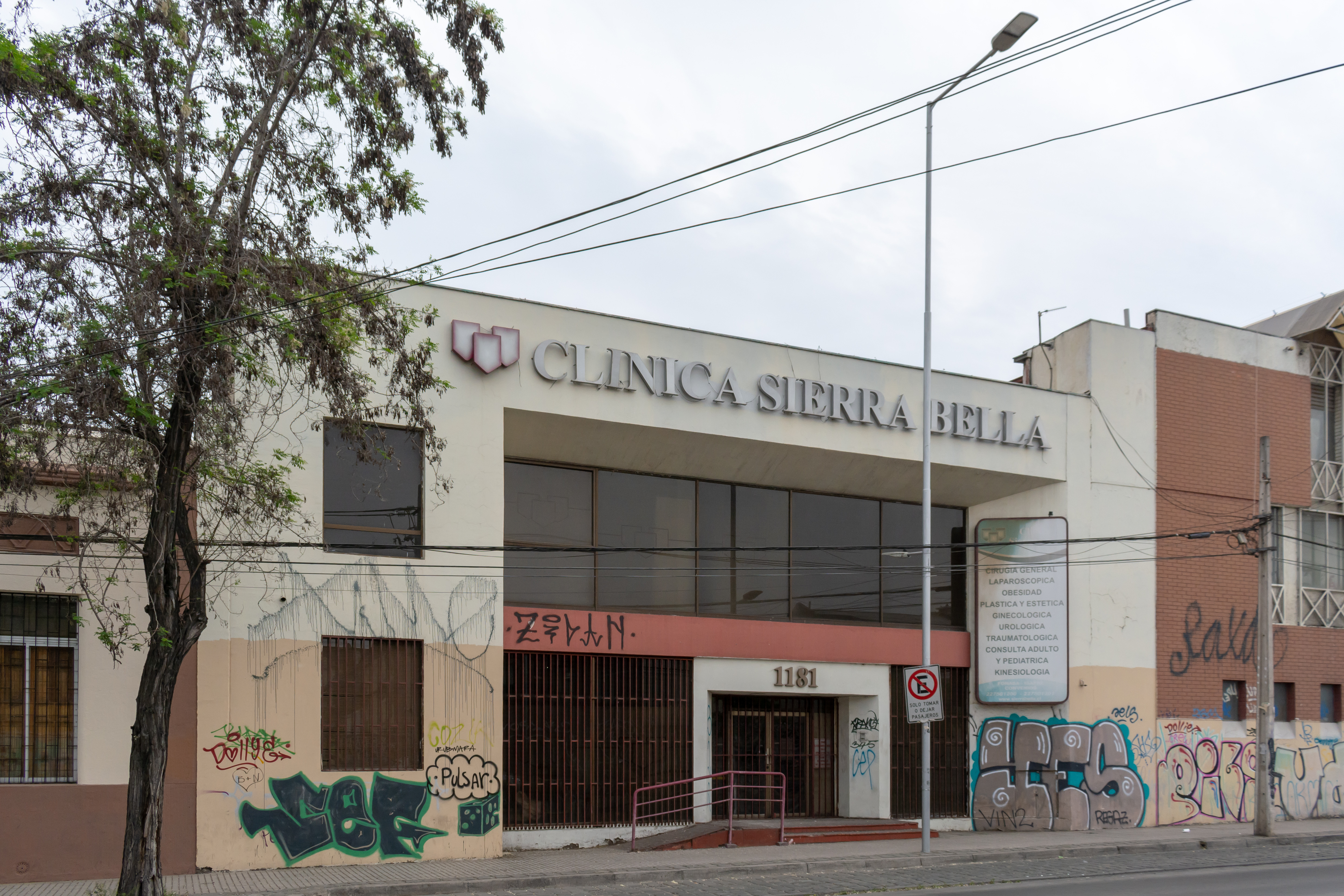
Clínica Sierra Bella.

En enero de 2023, Hassler anunció la compra de la ex clínica Sierra Bella en la comuna de Santiago para ser la «primera clínica municipal» de Chile. Meses después, el proceso de compra de esta fue cuestionado puesto que la municipalidad ofreció 8 252 873 341 CLP a la inmobiliaria San Valentino SpA, equivalente a cuatro veces más alto que el valor de inmuebles similares en el mercado. Por este motivo, el 13 de abril de 2023 la Contraloría General de la República de Chile se pronunció respecto a la situación y concluyó que no se justifica el alto precio ofrecido por la administración de Hassler para la adquisición del inmueble debido a que no se resguardarían los recursos públicos y además no cumplió la orden de congelar las acciones para su compraventa, abriendo por estas razones un sumario para determinar las responsabilidades administrativas y obligando a la municipalidad a no perserverar en la compra del inmueble. De la misma forma, la Contraloría señaló que los alcaldes solo tienen atribuciones en la atención primaria de salud y que en ningún caso los ediles pueden otorgar prestaciones de salud en ámbitos hospitalarios, por lo que el concepto de «clínica municipal» utilizado por Hassler tampoco correspondería. El caso fue cerrado en 2025 por el fiscal a cargo de la investigación por no lograr reunir suficientes antecedentes.

## Historial electoral
| Año  | Tipo                    | Territorio | Pacto                         | Partido | Votos  | %     | Resultado |
| ---- | ----------------------- | ---------- | ----------------------------- | ------- | ------ | ----- | --------- |
| 2016 | Municipales a concejal  | Santiago   | Nueva Mayoría                 | PCCh    | 1 660  | 2.74  | Concejala |
| 2021 | Municipales a alcaldesa | Santiago   | Chile Digno, Verde y Soberano | PCCh    | 45 251 | 38.62 | Alcaldesa |
| 2024 | Municipales a alcaldesa | Santiago   | Contigo Chile Mejor           | PCCh    | 62 027 | 28.65 | No electa |